# The Kelly Family
The Kelly Family es una banda pop / folk / rock con más de cuarenta años de carrera y más de veinte millones de discos vendidos en Europa, formada por un grupo de nueve hermanos y hermanas nacidos en Estados Unidos, España, Irlanda y Alemania: Barbara Ann (Mama, 1946-10 de octubre de 1982); Kathy (Kathleen Ann, 1963), Johnny (John Michael, 1967), Patricia (Maria Patricia, 1969), Jimmy (James Victor, 1971), Joey (Joseph Maria, 1972), Barby (Barbara Ann, 1975-15 de abril de 2021), Paddy (Michael Patrick, 1977), Maite (Maite Star, 1979) y Angelo (Angelo Gabriele, 1981).
Durante años, el grupo presentó una imagen bohemia y un estilo de vida sencillo, viajando por Europa en un autobús de dos pisos y viviendo en una casa flotante. Su imagen se caracterizaba por un vestuario ecléctico y hecho a mano y por el pelo largo que llevaban tanto los miembros femeninos como masculinos de la banda. En los años más recientes presentaron una apariencia más corriente.

## Biografía
El grupo tuvo sus orígenes en mayo de 1965, cuando Daniel Jerome Kelly y su primera mujer Joanne dejaron su país natal Estados Unidos con sus hijos Danny, Caroline, Kathy y Paul, y se establecieron en Gamonal, un pequeño pueblo en la provincia de Toledo España, donde Daniel abrió una tienda de antigüedades. Dan y Joanne se separaron y Joanne regresó a los Estados Unidos. Daniel pronto se enamoró de Barbara Ann Suoko, la niñera de sus hijos. En 1970 Dan contrajo matrimonio con Barbara en Nueva York. Juntos tuvieron ocho hijos, siendo el mayor John (nacido en 1967) y el más joven Angelo (nacido en 1981). Los hijos recibieron educación en casa, pues en América Daniel era profesor de matemáticas, latín y filosofía, además de conocer varios idiomas (alemán, castellano, francés...). Los niños también recibían lecciones de danza de mamá Barbara y de música en Talavera de la Reina. Una vez al año, los niños hacían un examen de la escuela internacional para comprobar que cumplían el nivel requerido. En 1973 la familia se traslada a Pamplona durante un año.
En 1975, se desplazan a Ejea de los Caballeros (Zaragoza) en donde vivirían poco menos de un año. Allí, durante las fiestas patronales, cuatro de los hijos mayores, Caroline, Kathy, Paul y John, formaron una banda llamada 'The Kelly Kids', realizando actuaciones en la calle, en fiestas y eventos locales. Fue en Ejea en donde consiguieron su primera actuación retribuida como banda profesional. Se hicieron bastante conocidos y aparecieron en dos programas de la televisión española (Que viene la Guagua y La Bola de Cristal [este último complicado, porque empezó en 1985]) a finales de 1975. A la banda se unió el miembro más joven, Patricia, a la que Dan permitió formar parte del grupo en cuanto aprendió a tocar con la guitarra las canciones de sus hermanos. Patricia, con ayuda de su hermana Caroline, aprendió a tocar las canciones en dos semanas a la edad de cinco años. Su hermano mayor Daniel Jerome Jr. sufrió una discapacidad intelectual y no participó en las actuaciones musicales de la familia. La popularidad de la banda creció en España con varias actuaciones en televisión y en circos. En 1976 realizaron una gira como 'The Kelly Family' por Italia, Alemania y Holanda, continuando por Irlanda en 1977. En 1978 volvieron a hacer una gira, esta vez en su autobús de dos pisos. Daniel Kelly y Barbara se unieron a las actuaciones de sus hijos, apareciendo Bárbara a menudo con un bebé en brazos.
En 1977 hicieron un contrato de grabación en Alemania. Su primer éxito vino en 1980 con la canción "Who'll Come With Me (Canción de David)", siendo número uno en los Países Bajos y Bélgica y en el top 20 en Alemania. La banda continuó grabando y Daniel Kelly formó su propia compañía de discos en 1980, "Kel-life Production".

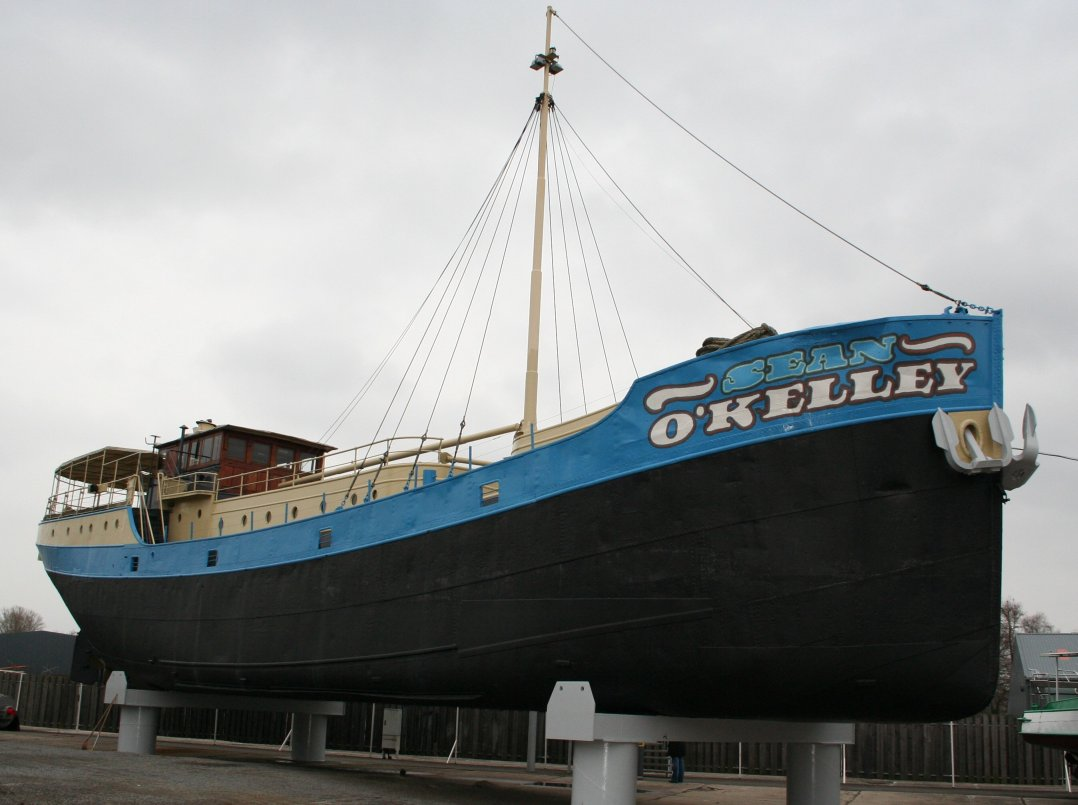
"Sean O'Kelley", la casa flotante.

En 1981 se le diagnostica a Barbara Kelly cáncer de pecho y la familia regresa a Pamplona. Barbara Kelly falleció en 1982, poco después del nacimiento de su hijo Angelo. Sus últimas palabras a su familia fueron "¡Continuad cantando!". En 1983 volvieron a París. En 1986 hicieron una gira por las calles de 20 ciudades de Estados Unidos. En cuanto los miembros más mayores de la familia (Caroline y Paul) alcanzaron la edad adulta, dejaron la banda. En 1989 compraron en Ámsterdam un barco (llamado Sean O'Kelley en honor a su bisabuelo irlandés, quien emigró a los EE. UU. con su violín), convirtiéndose en su nueva residencia permanente. En 1990 Daniel Kelly sufrió un derrame cerebral que le paralizó el lado derecho del cuerpo, lo que le impidió seguir en los escenarios. Sin embargo, continuó liderando el grupo hasta su fallecimiento el 5 de agosto de 2002.
The Kelly Family continuó grabando y actuando, tanto juntos como de forma individual. El grupo cosechó sus mayores éxitos en la década de 1990. Su álbum de 1994 Over the Hump vendió más de 2,25 millones de copias en Alemania y 4,5 millones de copias en Europa. En 1995, para promocionar el álbum, dieron un concierto en Viena para una audiencia de 250 000 personas. En el mismo año, llenaron nueve veces el Westfalenhalle en Dortmund, algo que ningún otro músico ha conseguido. Prosiguieron su gira por Europa en 1996. Tuvieron una poco común oportunidad de tocar en Pekín, China, ante 20 000 personas. En 1998 compraron el castillo Gymnich, a orillas del Rin cerca de Colonia, Alemania. Su éxito continuó hasta que empezaron a tener desacuerdos profesionales a principios del año 2002. Sus seguidores pidieron que volvieran a Alemania en 2007.

## Miembros de la banda
| Nombre                      | Fecha de nacimiento     | Lugar de nacimiento                         | Notas |
| --------------------------- | ----------------------- | ------------------------------------------- | --- |
| Daniel Jerome ("Dan")       | 11 de octubre de 1930   | Erie, Pensilvania, USA                      | Padre y líder de the Kelly Family. Falleció el 5 de agosto de 2002 en Colonia, Alemania |
| Barbara Ann                 | 2 de junio de 1946      | Fitchburg, Massachusetts, USA               | "Mama" de the Kelly Family. Falleció el 10 de noviembre de 1982 en Belascoáin, España |
| Daniel (Danny)              | 1961                    | Leominster, Massachusetts, USA              | Nunca ha sido miembro de la banda debido a una discapacidad mental que sufría. Falleció el 12 de noviembre de 2017. |
| Caroline                    | 20 de julio de 1962     | Leominster, Massachusetts, USA              | Actuó con the Kelly Kids; trabaja como enfermera en USA, casada, sin hijos |
| Kathleen Ann ("Kathy")      | 6 de marzo de 1963      | Leominster, Massachusetts, USA              | Hizo giras con Kelly Family, da conciertos en solitario. Actualmente se encuentra divorciada y tiene un hijo (Sean) |
| Paul                        | 16 de marzo de 1964     | Leominster, Massachusetts, USA              | Uno de los Kelly Kids, se unió a Kelly Family. Casado, seis hijos y una hija |
| John Michael ("Johnny")     | 8 de marzo de 1967      | Talavera de la Reina, España                | Casado con Maite Itoiz (27 de enero de 1975), sin hijos |
| Maria Patricia ("Patricia") | 25 de noviembre de 1969 | Gamonal, España                             | Casada con Denis Sawinkin (19 de febrero de 1973), dos hijos: Alexander Joseph y Ignatius Aaron Maria |
| James Victor ("Jimmy")      | 18 de febrero de 1971   | Gamonal, España                             | Casado con Maike Höchst (3 de noviembre de 1980), dos hijas: Aimee Benedicta Maria y Máire Therese Seraphine, y un hijo: Yeshua Fulton James. |
| Joseph Maria ("Joey")       | 20 de diciembre de 1972 | Gamonal, España                             | Casado con Tanja Niethen (25 de enero de 1973), tiene dos hijos y dos hijas: Luke Christopher, Leon Daniel, Lilian Ann y Lisann. |
| Barbara Ann ("Barby")       | 28 de abril de 1975     | Belascoáin, España                          | Dejó la banda en 2002, por enfermedad. Falleció el 15 de abril de 2021. |
| Michael Patrick ("Paddy")   | 5 de diciembre de 1977  | Dublín, Irlanda                             | Dejó la banda a principios de 2004 para estudiar teología. Se unió a la comunidad Saint-John, donde fue monje, tomó el nombre de John Paul Mary. Recientemente dejó el monasterio y anunció que volvería a hacer música en 2011. El 13 de abril de 2013 se casó con Joelle Verreet en Irlanda. |
| Maite Star                  | 4 de diciembre de 1979  | Berlín Oeste, República Federal de Alemania | Casada con Florent Raimond (5 de enero de 1975), tiene tres hijas: Agnes Therese Barbara, Josephine Katherine Francoise y Solène. |
| Angelo Gabriele             | 23 de diciembre de 1981 | Pamplona, España                            | Casado con Kira Harms (7 de octubre de 1979), tiene tres hijos y dos hijas: Gabriel Jerome, Helen Josephine y Emma Maria, Joseph Ewan Gregory Walter y William Emanuel |

## Discografía
| - 1977 - Kelly Family Tours Europe - 1978 - Familia Kelly Canta la Navidad - 1979 - The Kelly Family - 1979 - Lieder der Welt - 1980 - The Kelly Family Loves Christmas And You - 1980 - Ein Vogel Kann Im Kaefig Nicht Fliegen - Die Schoensten Deutschen Lieder - 1980 - Festiliche Stunden bei der Kelly Family - 1981 - Christmas all year - 1981 - Wonderful World - 1984 - Une Famille c'est une Chanson - 1989 - Keep On Singing - 1990 - New World - 1991 - Honest Workers - 1993 - WOW - 1994 - Over The Hump - 1995 - Christmas For All - 1996 - Almost Heaven - 1997 - Growin' Up - 1998 - From Their Hearts - 2002 - La Patata - 2004 - Homerun - 2005 - Hope - 2011 - Stille Nacht (Paddy, Kathy, Patricia, Paul) - 2017 - We Got Love - 1993 - The Very Best Over Ten Years - 1999 - The Very Best of Kathy Kelly - 1999 - The Bonus-Tracks Album - 1999 - Best Of The Kelly Family vol. 1 - 1999 - Best Of The Kelly Family vol. 2 - 2011 - The Complete Story (4 Vol.) - 1988 - Live! - 1992 - Street Life - 1999 - Live Live Live - 2012 - Stille Nacht 2011 (Paddy, Kathy, Patricia, Paul, Joey) - 2013 - Stille Nacht 2012 (Paddy, Kathy, Patricia, Paul, Joey, Alex, Iggy) - 2017 - We Got Love Live (Jimmy, Angelo, Kathy, John, Patricia, Joey, Paul) - 1978 - Meisterwerke - 1979 - The Early Years - 1979 - Star Gold - Die Großen Erfolge - 1979 - Who'll Come With Me - 1981 - Guiness - 1979 - Guten Abend, Gut' Nacht - 1979 - Liederreise - 1981 - Stargala - 1979 - Szene Stars - 1980 - Ausgewählte Goldstücke - 1994 - Kelly Family Mit Herz - 1980 - Stars & Ihre Großen Erfolge - 1980 - Wanderlieder - 1980 - Die Großen Erfolge - 1980 - Meisterstücke I - 1980 - Meisterstücke II - 1981 - Botschafter In Music - 1984 - Unsere Schönsten Deutschen Lieder - 1994 - Greensleeves - 1994 - Mull Of Kintyre - 1994 - Die Schönstens Songs 1 - 1995 - Die schönstens Songs 2 - 1996 - Weihnachten Mit Der Kelly Family - 1996 - The Very Best Of The Early Years | - 1978 - "Danny Boy" - 1979 - "Estudiantina portuguesa" - 1979 - "The Last Rose Of Summer" - 1979 - "David's Song (Who'll Come With Me)" - 1979 - "Eagle On The Breeze" - 1980 - "Alle Kinder Brauchen Freunde" - 1980 - "Ein Vogel Kann Im Käfig Nicht Fliegen" - 1982 - "We Love The Pope" - 1984 - "Une Famille C'est Une Chanson" - 1984 - "Old McDonald" - 1985 - "Hiroshima I'm Sorry" - 1990 - "Who'll Come With Me" - 1992 - "House On The Ocean" - 1992 - "Key To My Heart" - 1993 - "Didelidei" - 1993 - "When The Last Tree..." - 1993 - "No Lies" - 1993 - "One More Freaking Dollar" - 1994 - "An Angel" - 1995 - "Why Why Why" - 1995 - "Roses Of Red" - 1995 - "First Time" - 1995 - "Quisiera Ser Un Angel" - 1996 - "I Can't Help Myself" - 1996 - "Every Baby" - 1996 - "Der Glöckner Von Notre Dame" - 1997 - "Fell In Love With An Alien" - 1997 - "Nanana" - 1997 - "When The Boys Come Into Town" - 1997 - "Because It's Love" - 1997 - "Red Shoes" - 1998 - "One More Song" - 1998 - "I Will Be Your Bride" - 1999 - "You're Losing Me" - 1999 - "Oh It Hurts / Hooks" - 1999 - "I Really Love You" - 1999 - "The Children Of Kosovo" - 1999 - "Mystic Knights" - 1999 - "Mama" - 2000 - "I Wanna Kiss You" - 2002 - "I Wanna Be Loved" - 2002 - "What's A Matter You People" - 2002 - "Mrs. Speechless" - 2004 - "Flip A Coin" - 2004 - "Blood" - 2004 - "Streets of Love" - 2017 - Nanana |

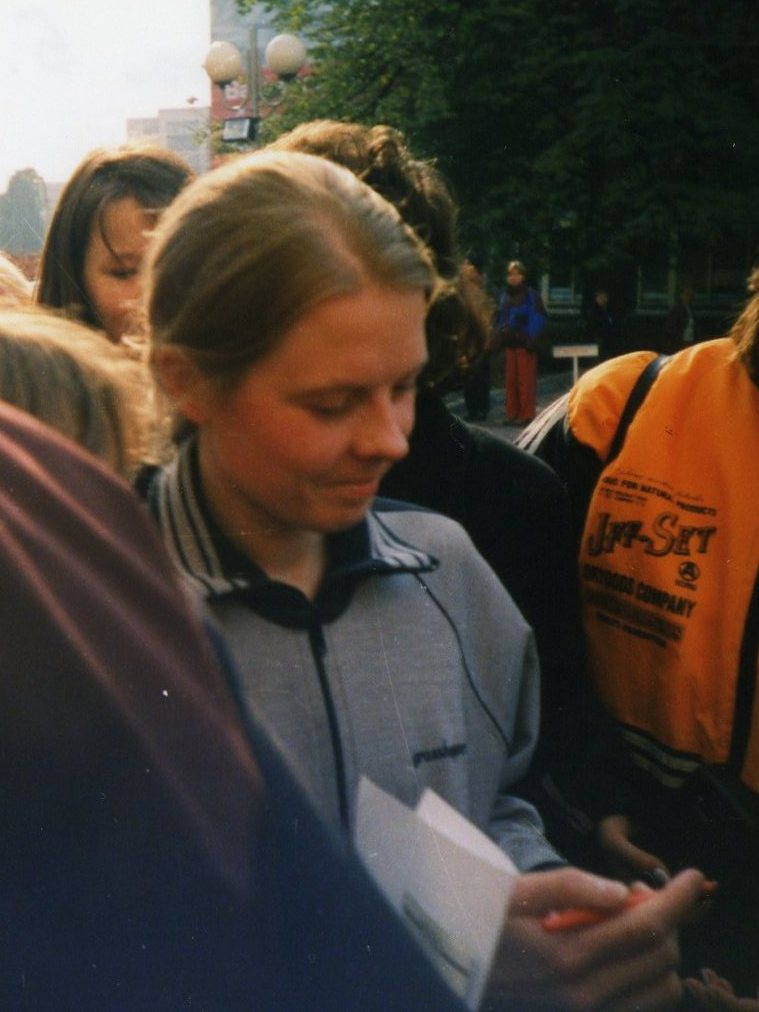
Patricia Kelly.

### Álbumes en solitario

#### Kathy Kelly

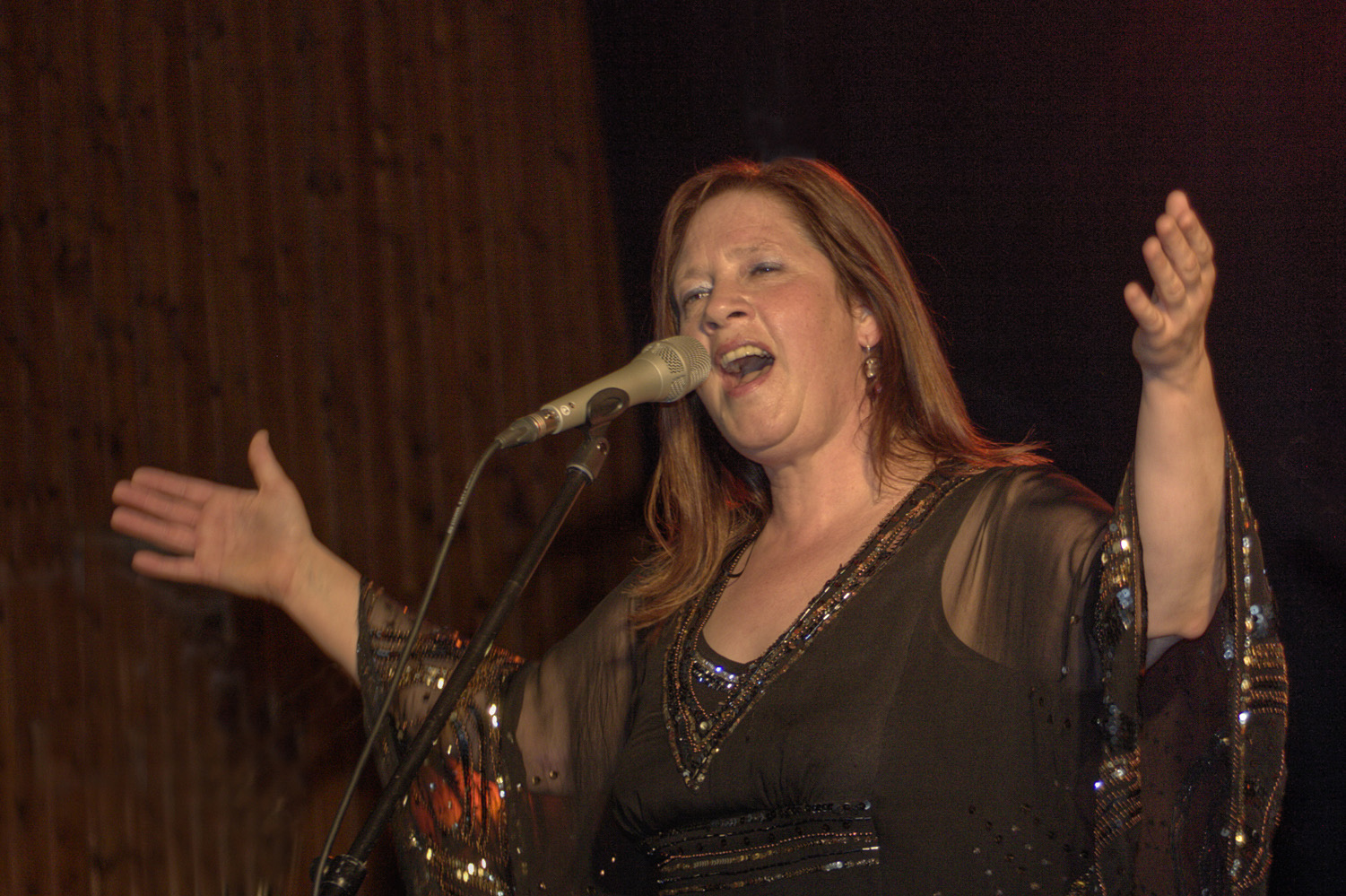
Kathy Kelly.

Álbumes
- 2000 - Morning Of My Life
- 2002 - Straight from My Heart
- 2005 - Godspell

Singles
- 2001 - "Save Me In The Morning"
- 2001 - "Nay No Nay"
- 2001 - "It's Christmas Time"

#### John Kelly & Maite Itoiz
Álbumes

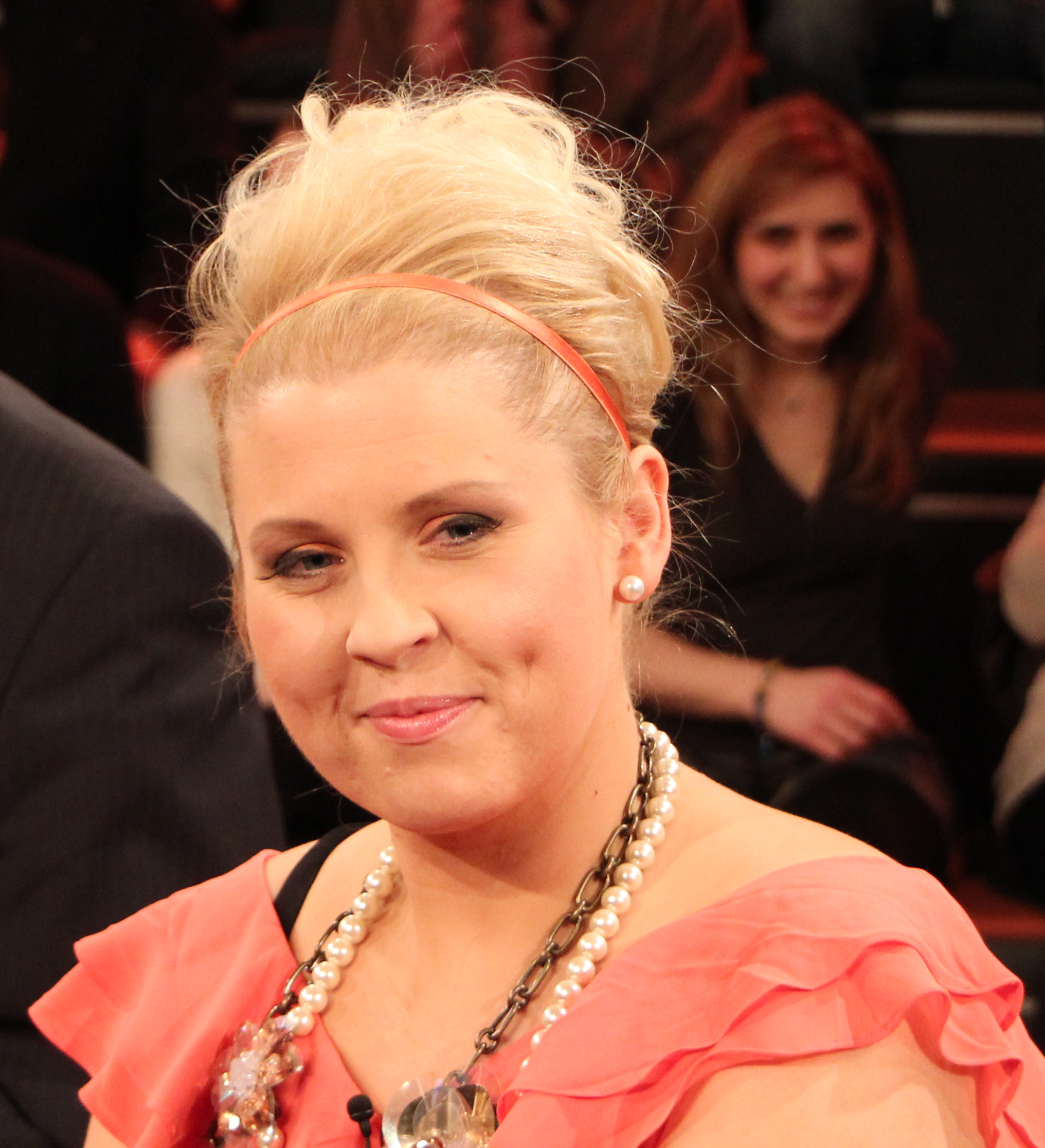
Maite Kelly.

- 2006 - Tales From The Secret Forest
- 2009 - The Blue Elf's Dream-The Live Show

#### Jimmy Kelly
Álbumes
- 2005 - "Babylon"
- 2008 - " Roots"
- 2009 - " Roots Diggin’ Deeper "
- 2010 - " Hometown sessions""
- 2010 - "Hometown Sessions Live In Concert"
- 2013 - "Viva La Street"
- 2015 - "On The Street"

#### Patricia Kelly
Álbumes
- 2008 - "A New Room"
- 2009 - " Essential"
- 2010 - " It Is Essential"
- 2012 - " Live - Konzert "Essential""
- 2012 - "Blessed Christmas"
- 2016 - "Grace & Kelly"

#### Maite Kelly
Álbumes
- 2009 "The Unofficial Album"
- 2011 "Das Volle Program"

#### Paddy Kelly('Michael Patrick Kelly' ahora)
Álbumes
- 2003 - In Exile
- 2015 - Human
- 2016 - Ruah
- 2017 - iD

Singles
- 2003 - "Pray Pray Pray"
- 2003 - "When You Sleep"

#### Angelo Kelly
Álbumes
- 2006 - I'm Ready
- 2007 - Rejoice and be glad
- 2008 - Lost sons (marzo de 2008)
- 2008 - Up close live
- 2009 - Live in Madrid

Singles
- 2006 - "Finally One"
- 2007 - "Let me dream"
- 2008 - "Smile for the picture"